# Lill-Blackvattnet
Lill-Blackvattnet är en sjö i Örnsköldsviks kommun i Ångermanland och ingår i Gideälvens huvudavrinningsområde.